# Dickson Chumba
Dickson Kiptolo Chumba (né le 27 octobre 1986 dans le district de Nandi) est un athlète kényan, spécialiste des courses de fond, et notamment du marathon.

## Biographie
En 2010, pour ses débuts sur marathon, il se classe deuxième du Marathon de Madrid dans le temps de 2 h 11 min 54 s. Dès l'année suivante, en mars 2011, il remporte son premier succès majeur en s'imposant lors du Marathon de Rome devant l'Éthiopien Siraj Gena. Il établit à cette occasion un nouveau record personnel en 2 h 8 min 45 s. Il améliore ce record en octobre 2011 au Marathon de Francfort en 2 h 7 min 23 s, terminant septième de l'épreuve.
Deuxième du Marathon de Xiamen, il remporte en octobre 2012 le Marathon d'Eindhoven en améliorant le record de l'épreuve ainsi que sa meilleure marque personnelle en 2 h 5 min 46 s. En 2013, il se classe septième du Marathon de Boston et huitième du Marathon d'Amsterdam.
En février 2014, il remporte le Marathon de Tokyo, première étape du circuit des World Marathon Majors, et améliore à cette occasion de plus d'une minute le record de l'épreuve en 2 h 5 min 42 s.
En février, il remporte le marathon de Tokyo 2018 en 2 h 5 min 30 s, son deuxième meilleur temps après son record de 2014 lors du marathon de Chicago.
Le 3 mars 2019, Chumba termine troisième du marathon de Tokyo en 2 h 8 min 44 s.

### Palmarès
| Date | Compétition         | Lieu    | Résultat | Épreuve  | Performance     |
| ---- | ------------------- | ------- | -------- | -------- | --------------- |
| 2014 | Marathon de Tokyo   | Tokyo   | 1er      | Marathon | 2 h 5 min 42 s  |
| 2015 | Marathon de Chicago | Chicago | 1er      | Marathon | 2 h 9 min 25 s  |
| 2016 | Marathon de Tokyo   | Tokyo   | 3e       | Marathon | 2 h 7 min 34 s  |
| 2016 | Marathon de Chicago | Chicago | 2e       | Marathon | 2 h 11 min 26 s |
| 2018 | Marathon de Tokyo   | Tokyo   | 1er      | Marathon | 2 h 5 min 42 s  |
| 2019 | Marathon de Tokyo   | Tokyo   | 3e       | Marathon | 2 h 8 min 44 s  |

### Records
| Épreuve       | Performance    | Lieu    | Date            |
| ------------- | -------------- | ------- | --------------- |
| Semi-marathon | 1 h 1 min 34 s | La Haye | 11 mars 2012    |
| Marathon      | 2 h 4 min 32 s | Chicago | 12 octobre 2014 |